# Lilium ciliatum
Lilium ciliatum är en liljeväxtart som beskrevs av Peter Hadland Davis. Lilium ciliatum ingår i släktet liljor, och familjen liljeväxter. Inga underarter finns listade.

## Bildgalleri

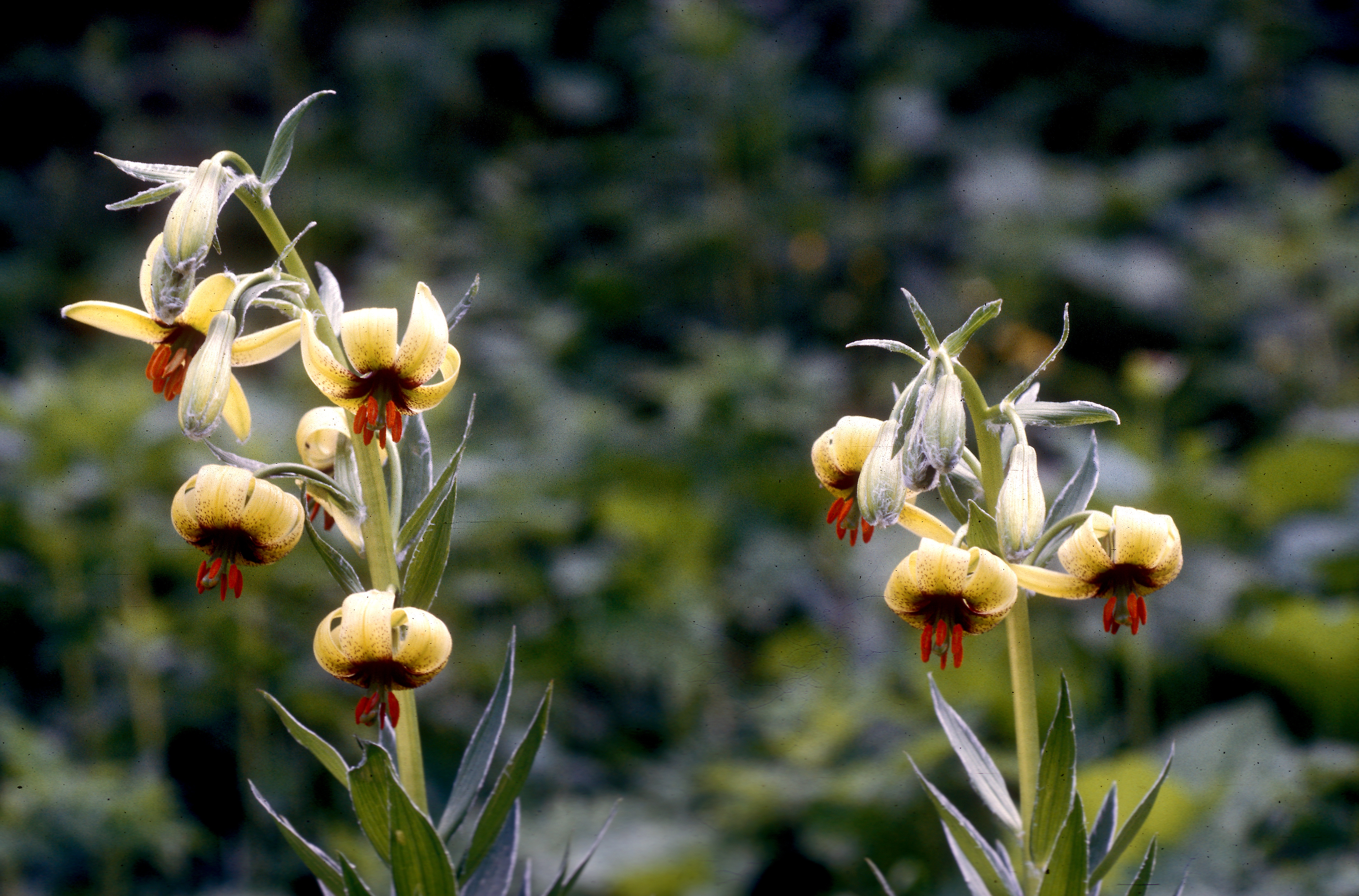
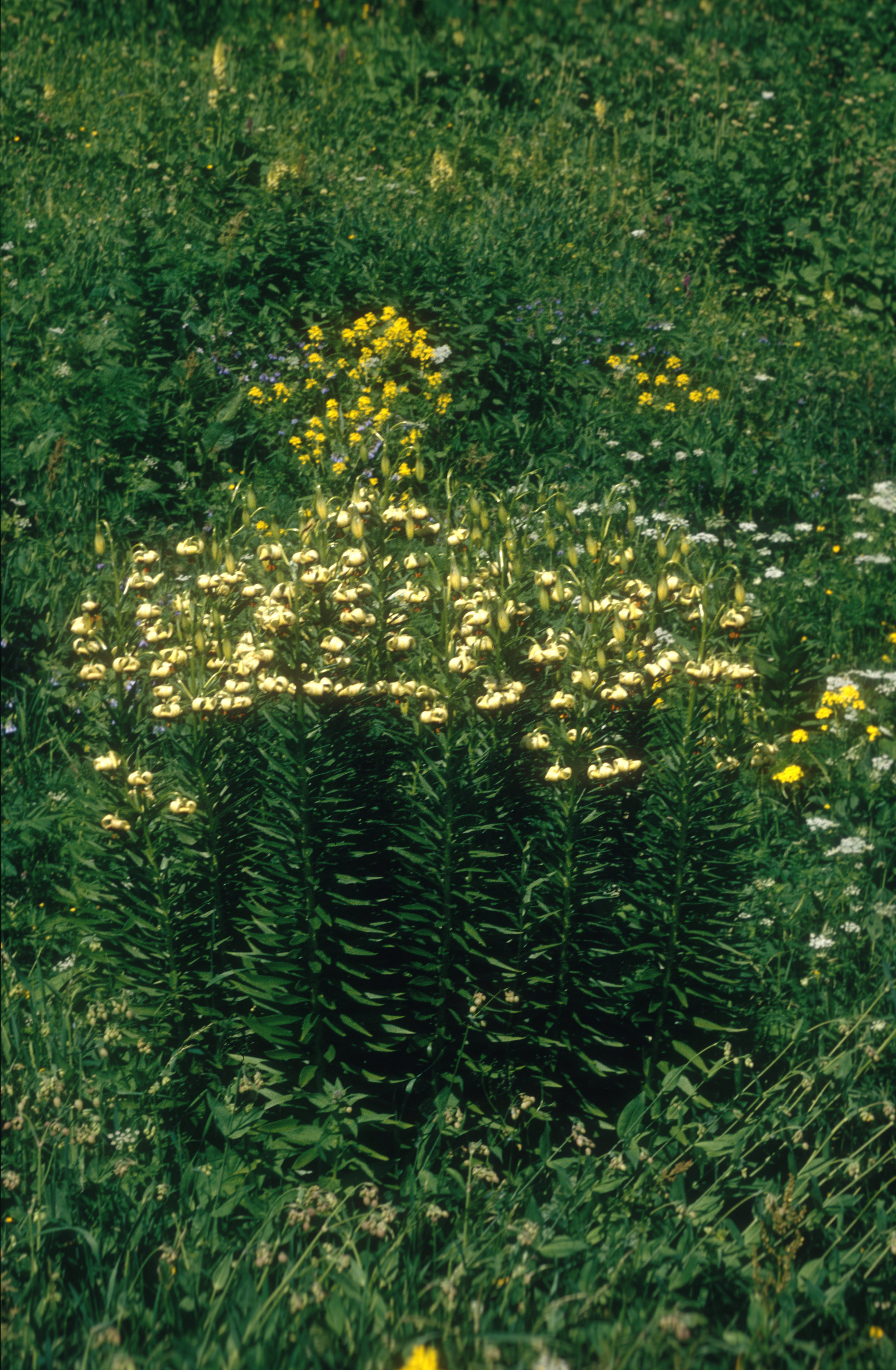
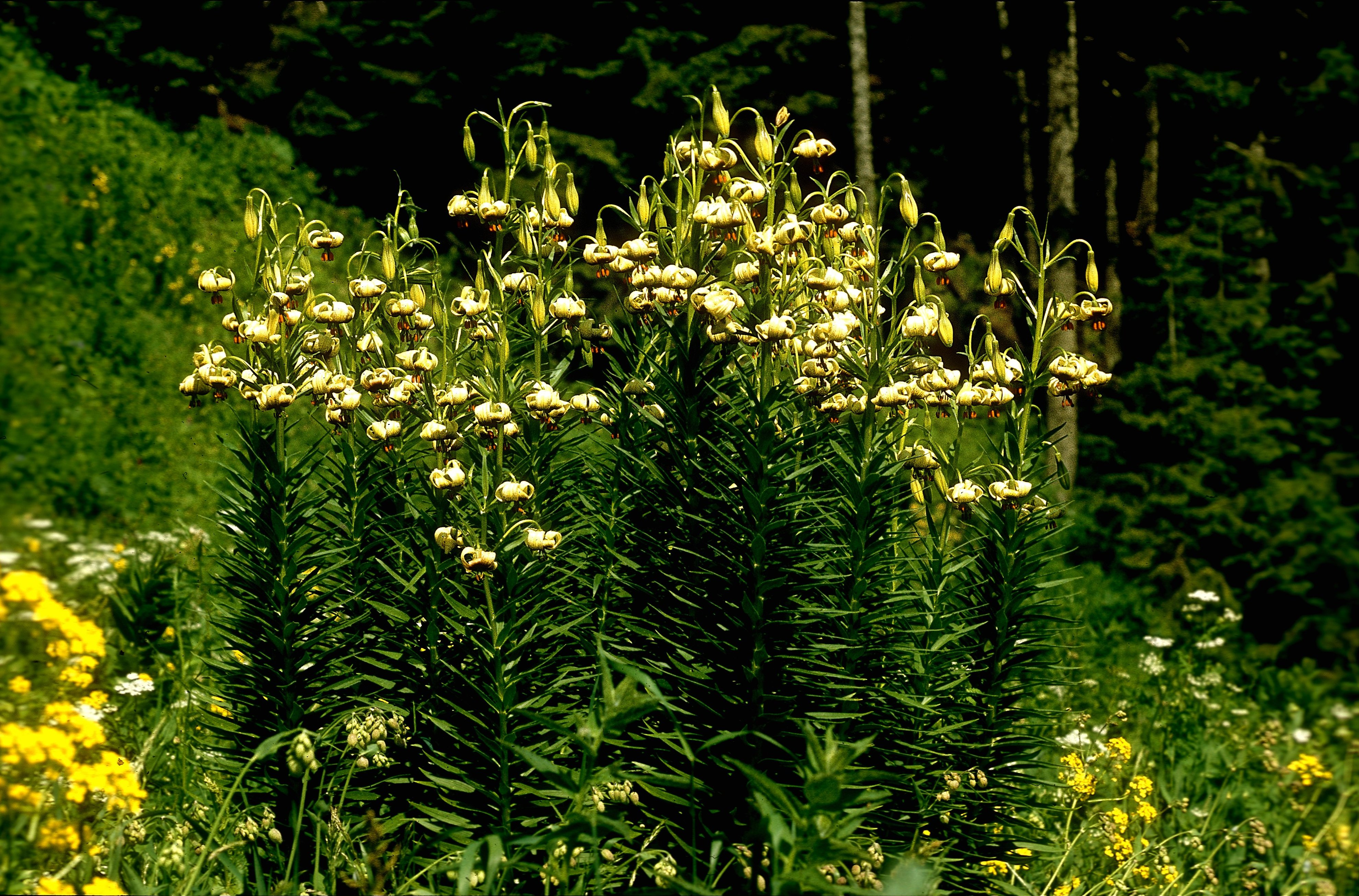
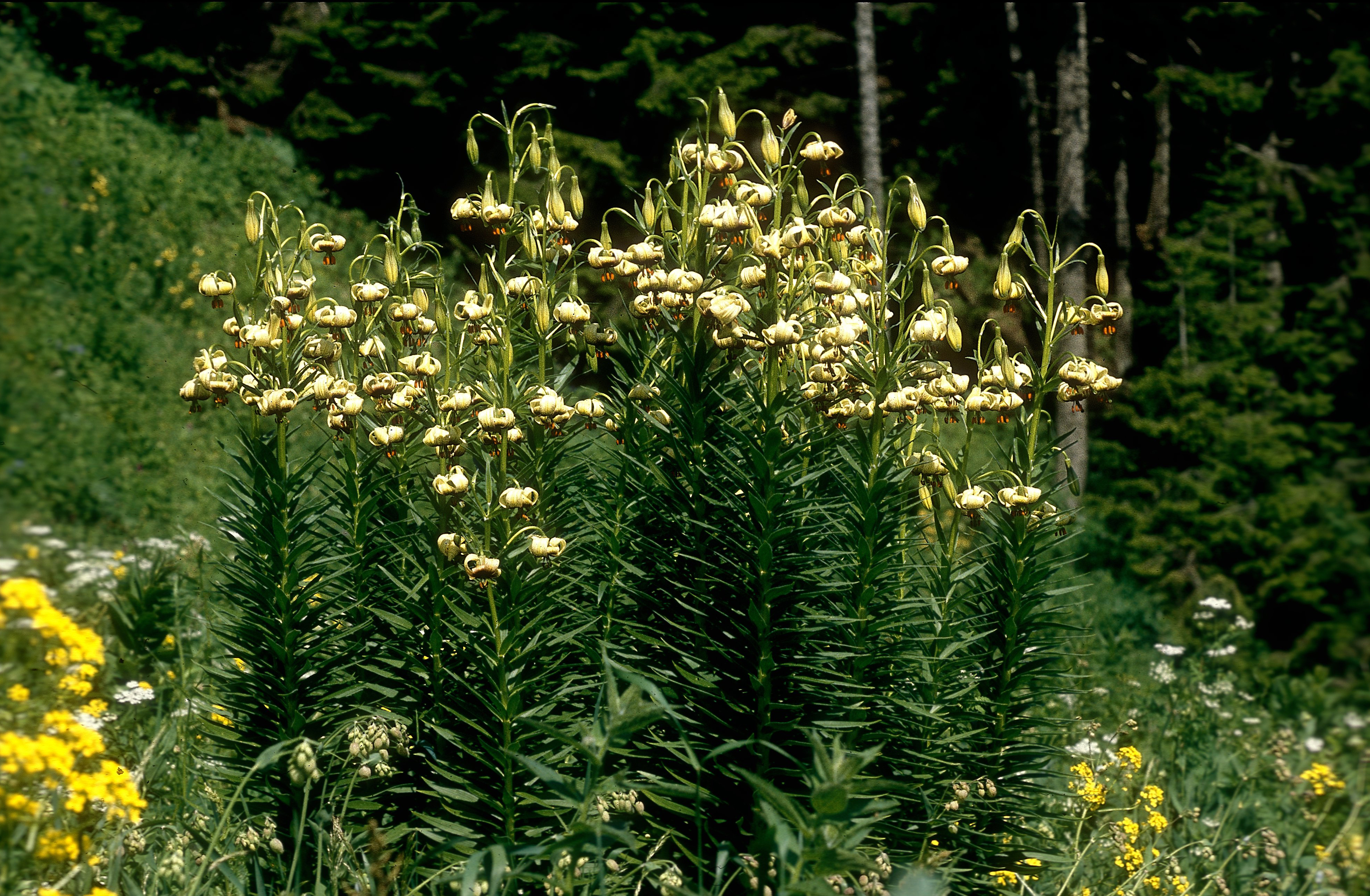
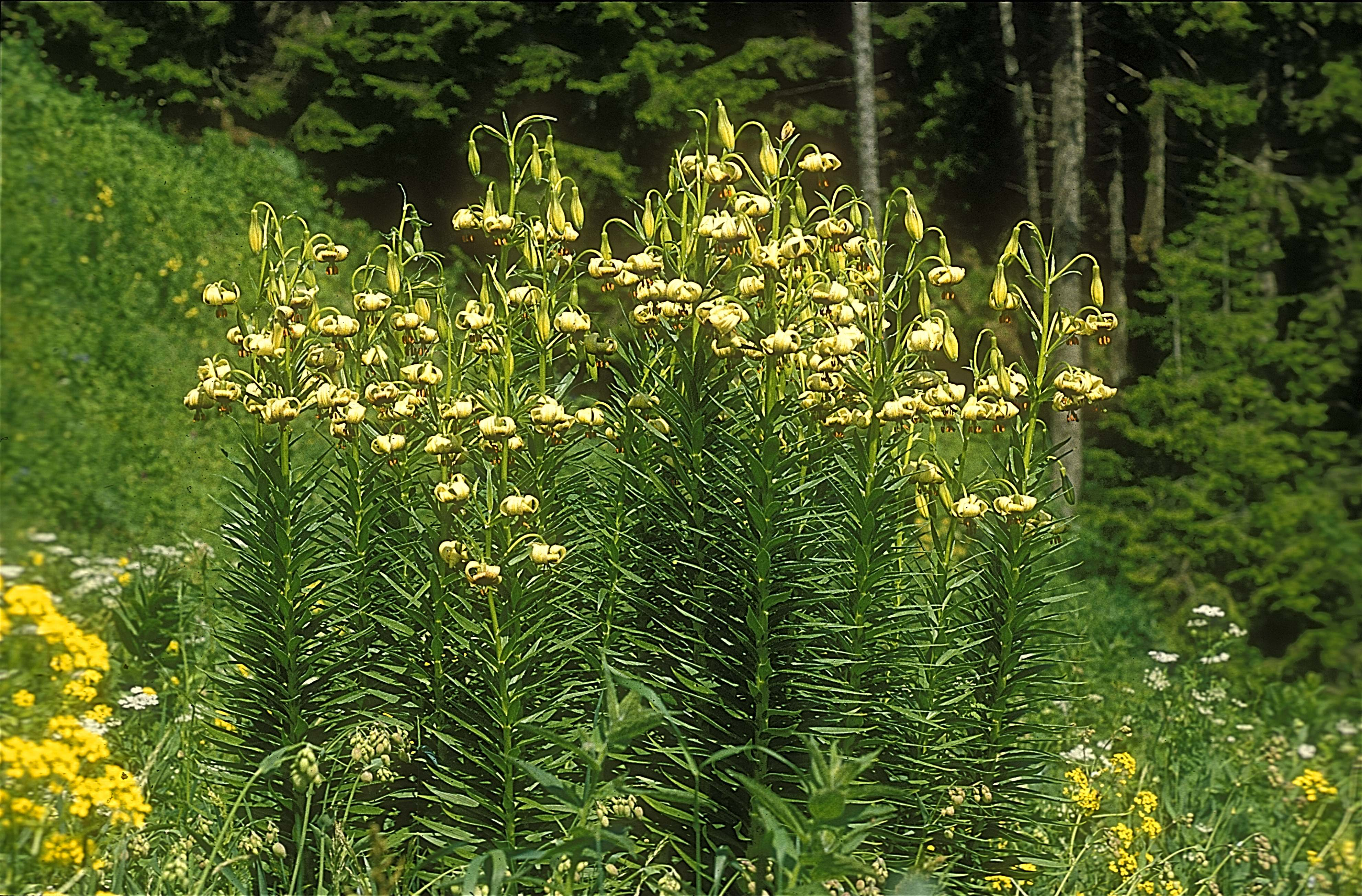
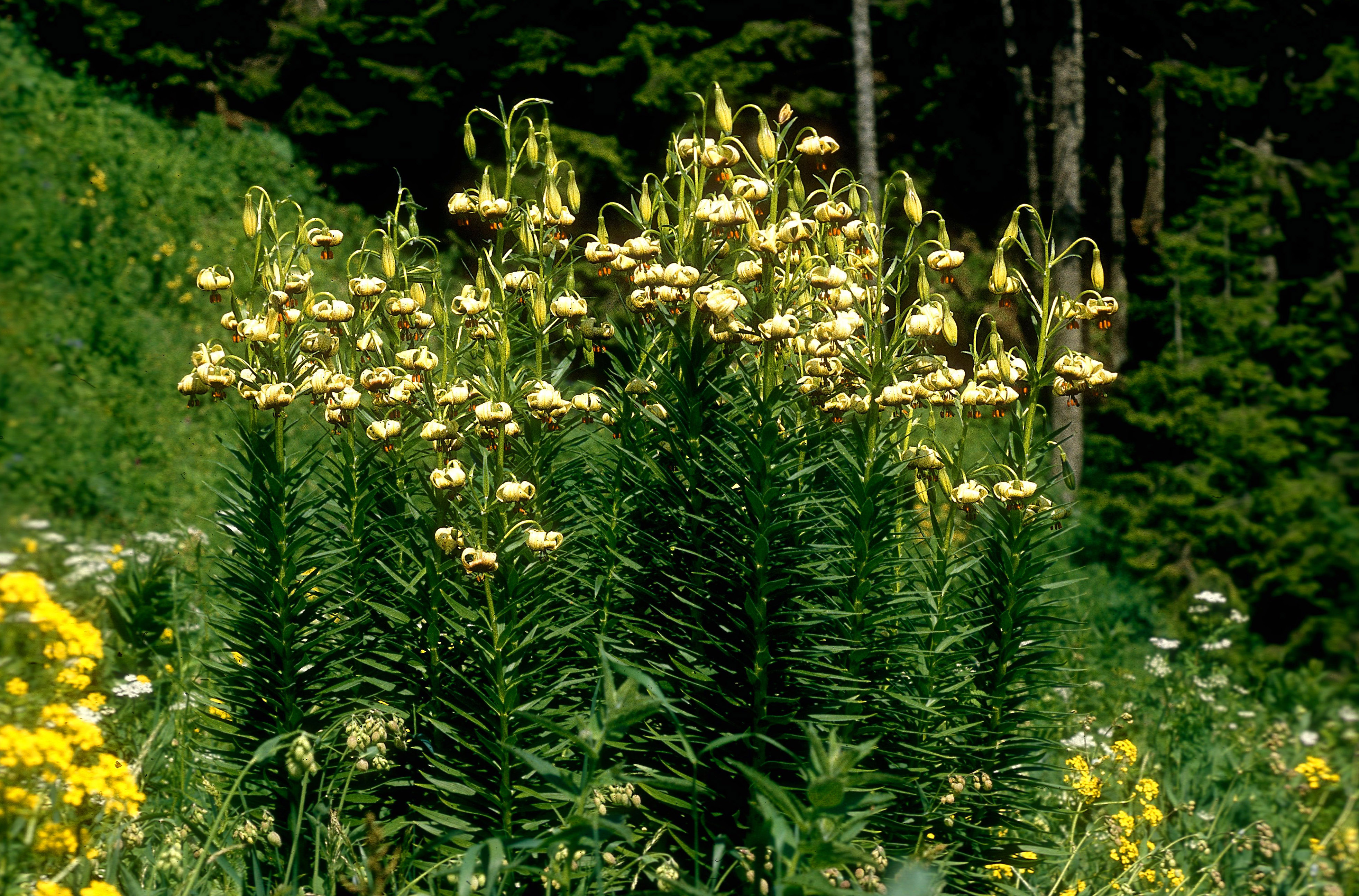